# Ернст Людвіг (великий герцог Гессену)
Ернст Людвіг Карл Альбрехт Вільгельм (нім. Ernst Ludwig Karl Albrecht Wilhelm; 25 листопада 1868 — 9 жовтня 1937) — останній великий герцог Гессенський й Прирейнський в 1892—1918 роках.

## Життєпис
Походив з Гессенського дому. Старший син Людвіга IV, великого герцога Гессенського, та Аліси Великобританської. Народився 1868 року в Дармштадті. Виховувався матір'ю. 1873 року став свідком загибелі свого молодшого брата Фрідріха. Хлопці грали в гру, коли Фрідріх, який страждав на гемофілію, впав через вікно на балкон, який був на 30 м нижче. Це сильно вплинуло на молодого принца. 1878 року заразився на дифтерію разом з більшістю своєї родини. Зрештою Ернст Людвіг виздоровів, але померли його мати та сестра Марія. Слідом за цим виховувався при дворі своєї бабці Вікторії, королеви Великої Британії.
1879 року повернувся до Гессену, де став проходити шкільну програму гімназії. У 1889—1890 роках навчався в Лейпцизькому університеті. 1890 року перейшов до Гіссенського університету, де завершив навчання 1891 року.
Після смерті батька 1892 року успадкував велике герцогство. 1894 року в замку Еренбург у Кобурзі оженився на представниці династії Саксен-Кобург-Готських. Шлюб влаштувала бабця Вікторія. 1896 року за його наказом стала зводитися залізниця, що з'єднала Гессен з Пруссією, отримала назву Гессен Людвігзбан. З 1899 року став активно запрошувати до Дарштадту архітекторів, скульпторів, художників, сприявши перетворенню міста на столицю стилю модерн Німеччини. Вони здобули назву Дарштадтська колонія митців. В тому ж році надав право Вищій технічній школі видавати звання докторів.
Після 1900 року стосунки між подружжям поступово погіршувалися через різні темпераменти та особисті нахили. 1901 року розлучився з дружиною.
Стали поширюватися чутки, що в Дармштадті Ернст Людвіг мав позашлюбні стосунки з жінками та чоловіками. Ймовірно джерелом була його колишня дружина, яка розповідала деяким близьким родичам, що великий герцог Гессенський гомосексуал.
1902 року на замовлення Ернста Людвіга архітектор Йозеф Ольбріх звів Палац Принцес для доньки великого герцога Гессенського. 1903 року супроводжував сестру Алісу та її чоловіка російського імператора Миколу II до царства Польського. 1905 року одружився вдруге.
Під час Першої світової війни у званні генерала піхоти служив у штабі імператора Вільгельма II. 1918 року під час Листопадової революції в Німеччині відмовитися зрікатися трону. Тому його було відсторонено від влади Дармштадтською радою робітників та солдатів, яка оголосила про перетворення великого герцогства Гессенського на Гессен-Дармштадтську народну державу.
1919 року домовився з новим урядом щодо розмежування державного і власного майна . Власне майно переходило до Гессен-Дармштадту, але колишній великий герцог отримував компенсацію у розмірі 10 мільйонів золотих марок, яка виплачувалася як державна облігація з 4 % відсотків та грошова виплата 900 тис. марок. Разом з тим у власності Ернста Людвіга залишилися замки Зеегайм, Тарасп, Гетенсбен, Ебісфельд, Фішбах, Нойєпалац.
1926 року відбувся плебісцит, який вимагав конфіскації володінь Ернста Людвіга без компенсації. Тому 1930 року поновилися перемовини щодо цього. Було зменшено розмір компенсації до 8 млн золотих марок. 1934 року цю домовленість було закріплено законом. Помер 1937 року в замку Вольфсгартен поблизу Ланген.

## Творчість
Є автором п'єс та лібрето до опер. Під псевдонімом Е.Манн 1909 року представив дитячу виставу «Боніфацій», що з успіхом ставилася до 1914 року. 1917 року видав збірку віршів. 1919 року написав п'єсу «Великодень». яку представив 1921 року в Гамбурзі під псевдонімом Е. К. Людгард. Також був автором низки невеличких музичних творів, зокрема сюїти «Драусен — Шість настроїв для фортепіано».
Крім того, він залишив два тексти, не призначені для публікації: «Автобіографія: спогади великого князя Ернста Людвіга» і «Основні ідеї конституційного князя».

## Родина
1. Дружина — Вікторія Меліта, донька Альфреда, герцога Саксен-Кобург-Готського і Единбурзького
Діти:
- Єлизавета (1895—1903)
- син (1900)

2. Дружина — Елеонора, донька князя Германа цу Зольм-Гогензольмс-Ліх
Діти:
- Георг Донат (1906—1937)
- Людвіг (1908—1968)

## Нагороди

### Німецька імперія

#### Велике герцогство Гессенське
- Орден Людвіга (Гессен), великий хрест
- Орден Філіппа Великодушного, великий хрест
- Орден Золотого лева (Гессен)
- Орден Зірки Брабанта (14 червня 1914) — засновник ордену.

#### Велике герцогство Баденське
- Орден Вірності (Баден) (1888)
- Орден Бертольда I (1888)

#### Прусське королівство
- Орден Чорного орла з ланцюгом
- Орден Червоного орла, великий хрест
- Королівський орден дому Гогенцоллернів, великий командорський хрест
- Князівський орден дому Гогенцоллернів, почесний хрест 1-го класу
- Залізний хрест 2-го класу

#### Інші держави
- Орден Святого Губерта (Баварське королівство; 1892)
- Орден Рутової корони (Саксонське королівство; 1892)
- Орден Вюртемберзької корони, великий хрест (Вюртемберзьке королівство; 1893)
- Орден Альберта Ведмедя, великий хрест (Ангальтське герцогство)
- Орден Генріха Лева, великий хрест (Брауншвейзьке герцогство)
- Орден дому Саксен-Ернестіне, великий хрест
- Орден Вендської корони, великий хрест з короною в руді (Мекленбург)
- Орден Заслуг герцога Петра-Фрідріха-Людвіга, великий хрест із золотою короною і ланцюгом (Велике герцогство Ольденбурзьке)
- Орден Білого Сокола, великий хрест (Велике герцогство Саксен-Веймар-Айзенаське)
- Почесний хрест ветерана війни з мечами (Третій Рейх)

### Британська імперія
В 1915 році позбавлений британських нагород.
- Орден Лазні, почесний хрест з ланцюгом (21 червня 1887)
- Орден Підв'язки (16 травня 1892)
- Королівський вікторіанський ланцюг (10 серпня 1902)

### Російська імперія
- Орден Андрія Первозванного (лютий 1889)
- Орден Святого Олександра Невського (лютий 1889)
- Орден Білого Орла (лютий 1889)
- Орден Святої Анни 1-го ступеня (лютий 1889)
- Орден Святого Станіслава 1-го ступеня (лютий 1889)
- Орден Святого Володимира 4-го ступеня

### Королівство Італія
- Вищий орден Святого Благовіщення (4 вересня 1897)
- Орден Святих Маврикія та Лазаря, великий хрест (4 вересня 1897)
- Орден Корони Італії, великий хрест (4 вересня 1897)
- Константинівський орден Святого Георгія, великий хрест (Пармські Бурбони)

### Інші держави
- Королівський угорський орден Святого Стефана, великий хрест (Австро-Угорщина; 1893)
- Орден Золотого руна (Іспанія; 16 липня 1910)
- Орден «Святий Олександр», великий хрест (Болгарське царство)
- Орден Спасителя, великий хрест (Грецьке королівство)
- Орден князя Данила I, великий хрест (Князівство Чорногорія)
- Орден Зірки Румунії, великий хрест
- Орден Білого слона, великий хрест (Сіам)